# Nowa Irlandia (prowincja)
Nowa Irlandia (ang. New Ireland Province) – najdalej na północny wschód wysunięta prowincja Papui-Nowej Gwinei. Obejmuje dużą wyspę Nową Irlandię na Pacyfiku oraz pobliskie mniejsze wyspy, m.in. Nowy Hanower i Wyspy Świętego Macieja. Powierzchnia prowincji wynosi 9557 km². W 2011 roku zamieszkiwało ją około 194 tysięcy osób. Stolicą prowincji jest Kavieng na Nowej Irlandii.

Podział prowincji na dystrykty i jednostki administracyjne niższego szczebla – Local-Level Government (LLG)